# Unicredit bank Banja Luka
Unicredit bank Banja Luka (code BLSE : NBLB-R-B) est une banque bosnienne qui a son siège social à Banja Luka, la capitale de la république serbe de Bosnie. Elle fait partie des compagnies financières qui constituent la Bourse de Banja Luka et est une filiale du groupe UniCredit Bank Austria AG, qui fait lui-même partie de l'UniCredit Group.

## Histoire
Unicredit bank Banja Luka remonte à 1911. En 1989, la banque était connue sous le nom de Banjalučka Banka d.d. Banja Luka, une société par actions sous le contrôle de l'État. Au début de l'année 2002, un processus de privatisation fut mis en place et la banque prit le nom de Nova Banjalučka Banka a.d. Banja Luka. Depuis le 1er juin 2008, elle fonctionne sous le nom de UniCredit bank a.d. Banja Luka. 

## Activités
Unicredit bank Banja Luka propose des services financiers, comptes courants, chéquiers, cartes de paiement, épargne, crédits à court et long terme, ainsi que des services de banque en ligne, pour les particuliers aussi bien que pour les entreprises. Elle assure également des fonctions de courtage à travers son département UniCredit broker et opère à travers un important réseau de bureaux locaux,.

## Données boursières
Le 1er avril 2010, l'action de Unicredit bank Banja Luka valait 1 000 BAM (marks convertibles), soit 511,29 EUR.